# Флёров, Константин Фёдорович
Константин Фёдорович Флёров (1865—1928) — инфекционист, доктор медицины, профессор Московского университета.

## Биография
Окончил медицинский факультет Московского университета (1880). По окончании медицинского факультета Московского университета был принят в число ординаторов терапевтической клиники, возглавлявшейся Г. А. Захарьиным, и одновременно изучал бактериологию у профессора А. И. Бабухина.
Был командирован за границу в Институт Пастера в Париже (1892), где слушал лекции И. И. Мечникова и В. Ру, работал в лабораториях Николя и Хавкина. По возвращении защитил диссертацию на тему «О патогенном действии микроорганизмов Фридлендера и Френкеля» (1895).
По окончании ординатуры перешел на работу в Старо-Екатерининскую больницу, а затем в инфекционную Сокольническую, в которой прошёл все ступени врачебных должностей от экстерна до заместителя главного врача, состоя в этой должности по день своей смерти.
Приват-доцент курса инфекционных болезней университета (1901), старший врач инфекционного отделения Сокольнической больницы в Москве. Одновременно с работой больничного врача Флёров вел педагогическую и научно-исследовательскую работу. Избран приват-доцентом Московского университета (1902) и первым из московских врачей читал курс инфекционных болезней.
Профессор МГУ (с 1918). Был избран профессором по кафедре инфекционных болезней в Высшей медицинской школе (1923).
Научная деятельность Флёрова выразилась в ряде докладов и свыше 50 напечатанных трудах на различные терапевтические и главным образом инфекционные темы. Особенную известность приобрела его монография по сыпному тифу, вышедшая тремя изданиями и представляющая по своей углубленности и солидности обработки высокой ценности труд. Флёров принимал живое участие в деятельности ряда научных обществ, состоя их членом, а в терапевтическом — товарищем председателя. В качестве редактора входил в редколлегию нескольких научных журналов по отделу инфекционных болезней. Будучи крупным ученым и прекрасным педагогом, Флёров объединял вокруг себя своих учеников и создал школу инфекционистов. Одновременно он был и врачом-общественником. Его опыт и знания находили широкое применение при консультациях во всевозможных комиссиях, в органах Наркомздрава по вопросам борьбы с эпидемиями и организации инфекционных отделений.
Похоронен на Новодевичьем кладбище города Москвы.